# Kosmický prostor

Složky atmosféry s vesmírným prostorem jako nejzazší vrstvou.

Kosmický prostor (též vesmírný prostor) je označení, které se používá pro oblast ve vesmíru, kde se nenachází žádná atmosféra (v kontrastu s pojmem vzdušný prostor).

## Definice
Obecně se jako kosmický prostor označuje veškerý prostor, který je mimo přirozená a umělá vesmírná tělesa, či kosmické prostředky; respektive označení venkovního prostředí ve vesmíru (v angličtině se používá spojení outer space – vnější prostor).
Podle FAI (Mezinárodní letecké federace) je hranicí vesmírného prostoru vzdálenost 100 km od povrchu Země – tzv. Kármánova hranice. Do této hranice se hovoří o nadmořské výšce. V případě Země do této hranice zasahují i další vrstvy její atmosféry (termosféra a exosféra). Konkrétně tomuto typu vesmírného prostoru se říká geoprostor nebo geospace.

## Rozdělení
- tzv. geospace – okolí Země (potažmo jiných vesmírných těles) ve vzdálenosti nad 100 km (v souladu s definicí vesmírného prostoru podle FAI)
- meziplanetární prostor
- mezihvězdný prostor
- mezigalaktický prostor

## Složení

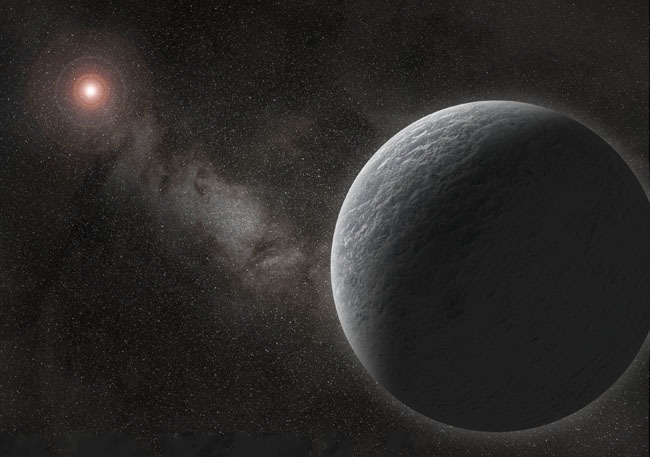
Umělecká představa planety, hvězdy a volného prostoru okolo.

V této oblasti se vyskytuje téměř dokonalé vakuum (tzv. vesmírné vakuum). Má se za to, že na 1 m³ je 1 atom hmoty, a to z více než 99 % atom vodíku (tzv. vodíkové plazma), v ostatních případech Helium, těžší atomy už jen velmi zřídka.
Teprve v několika posledních letech, kdy byla objevena temná hmota a temná energie, bylo spočítáno, že temné hmoty vesmírný prostor obsahuje většinu (asi 85 % oproti „normální“ hmotě).
Kromě extrémně malého počtu atomů obsahuje vesmírný prostor i některé subatomární částice, jako např. neutrina.
Vesmírným prostorem se mohou též šířit elektromagnetická záření různé intenzity energie, potažmo vlnové délky, stejně jako do něj mohou hvězdy chrlit tzv. sluneční vítr, nebo hmotu tvořenou těžšími atomy při výbuchu supernov.

## Další vlastnosti
Teplota (zde spíše ve smyslu vnitřní energie fotonového záření) vesmírného prostoru se díky reliktnímu záření udržuje na přibližně 3 K, tj. –270 °C.
Tlak je díky téměř dokonalé absenci okolního hmotného prostředí roven nule.
Tření prostředí kosmického prostoru je ze stejných důvodů prakticky zanedbatelné – proto mohou např. planety kroužit kolem svých hvězd po celou dobu svého životního cyklu; a obdobně, umělé družice jsou schopné se na orbitu Země udržet s relativně malým vynaložením energie pro udržení jejich drah.

## Efekt vesmírného prostoru na člověka
Navzdory populárním, leč mylným představám, že by člověk vystavený vesmírnému prostoru explodoval, okamžitě zmrzl, či že jeho krev by začala vařit, by ve skutečnosti během krátké doby zemřel udušením, neboť vzduch z jeho plic by okamžitě uplynul do okolního prostoru (ve snaze vyrovnat entropii okolního prostředí). Smrt by nastala krátce poté, jakmile by neokysličená krev dorazila do mozku.
Člověk (a stejně tak vyšší organismy) by tedy během pár sekund ztratil vědomí a během dalších několika málo minut zemřel na hypoxii (akutní nedostatek kyslíku). Téměř okamžitě by se z jeho těla začala v podobě páry uvolňovat voda a ostatní tělní tekutiny – krev po klesnutí tlaku pod 6,3 kPa, což by mj. vedlo i odčerpání tělesného tepla. Prudká dekomprese by mohla být schopna poškodit plicní sklípky, sluchovody a další křehké „trubice“ organismu (viz též barotrauma).
Smrtelná by pro něj též byla různá nebezpečná záření, která by narušila jeho DNA (např. ty v intervalu, odpovídajícímu UV-B a UV-C), to však až z dlouhodobého hlediska.